# Klobouk s oblohou
Klobouk s oblohou je humoristická fantasy kniha Terryho Pratchetta, 32. ze série Zeměplocha.

## Obsah
Hlavní hrdinkou této knížky je už 11letá Tonička Bolavá z Křídy, která se dva roky poté, co zjistila, že má talent pro čarování, vydává do učení. Dostává se ke slečně Rovnovodovážné v horách, kde se učí každodennímu řemeslu čarodějek, spočívajícím v obyčejné pomoci ostatním lidem. To se ale brzo mění, protože se jí snaží vystopovat nebezpečný zlojroj, jenž chce ovládnout její mysl i tělo. V nejhorších chvílích jí ale pomůžou nejen její známí Nac mac Fíglové, ale také Bábi Zlopočasná, nejlepší čarodějka (i když čarodějky žádné náčelnice nemají) Zeměplochy. Tonička tak získá nejenom respekt okolí a přátelství Esmé Zlopočasné (což budí úctu všech ostatních čarodějek včetně Toniččiných kamarádek), ale také pochopí, co to znamená být skutečnou čarodějkou.